# Scorzonera safievii
Scorzonera safievii là một loài thực vật có hoa trong họ Cúc. Loài này được Grossh. miêu tả khoa học đầu tiên năm 1932.